# 윤인학
윤인학(尹麟學)
병이秉彝
윤인학(1819.8.19 ~ 1876.3.21)은 칠원윤씨 36세이며 충효공(尹桓: 문하시중)의 후손이다. 부친 윤영배와 모친 고령 이씨 사이에서 차자로 태어나 정산향교 및 판결사공파 도유사를 지냈다. 
윤 공의 병이의 숭조사상을 잘 알 수 있는 영모재(판결사공 영모 재실)내에 어려운 한문의 초서 음각 편액이 있다. 후일 세대의 귀감이 되어 이를 판독 및 풀이하였다.
출생  충남 청양군 목면 화양리
안장  충남 청양군 목면 화양리 산(흠모재 우편)
편액  충남 청양군 청남면 상장리 영모재
찬撰  판결공13대손 재검(1863년 10월 상한)
근제 판결사공파종회
해문 향토사학자 윤경수

⃣   편액 현황
*편액규격: 세로 26cm, 가로 67cm, 무게1.5kg, 본문 277자, 기타 20자
⃣   편액판독과 한글풀이
夫兄弟雖多 未盡孝於父母 子孫雖衆 未盡誠於祖先
(부형제수다나 미진효어부모하고 자손수중이나 미진성어조선하나니)
무릇 장성한 형제가 많으나 부모에게 효도를 다하지 못하고, 자손이 비록 많으나 조상에게 정성을 다하지 못하나니
孝於父母  誠於祖先者 出類秉彝之人也
(효어부모하고 성어조선자는 출류병이지인야라)
부모에게 효도하고 조상에게 정성을 다하는 사람은 인간 본연의 도리를 굳게 지킨 뛰어난 사람으로 그 증에서도 뛰어남이라
噫라 吾先祖判決公山所 在於縣之南 明德峰來龍甲坐之原.
(오라 오선조판결공산소는 재어현지남으로 명덕봉래용갑좌지원이다)
아! 나의 선조 판결사공의 산소는 정산현 남쪽 명덕봉 갑좌의 근원으로 명당이다. 
而若干子孫 零替貧寒 未及立石於墓庭
(이약간자손이 영체빈한하여 미급입석어묘정하고)
자손이 얼마 되지 아니하고 살림이 보잘것 없어 묘지 앞에 비석을 세우지 못하고
僅置歲一祀之位土  且有年久頹之墓幕
(근치세일사지위토와 차유년구퇴지묘막이라)
겨우 시향은 지낼 위토는 마련하였으나, 또한 재실이 오랜 해 동한 무너져 있음이라
享祀之日 講信之時 立石之論 改屋之議 何年無之
(향사지일과 강신지시에 입석지론과 개옥지의가 하년무지이언만은)
시월초삼일 제사와 판결사공파종중계에 비석수립과 집을 고치는 논의가 어느 해도 없었겠느냐 만은
其財力之不逮 有意未遂者 不知幾年矣.
(기재력지불체하여 유의미수자가 부지기년의니라)
그 경제력이 미치지 못하여 뜻은 있으나 실행을 할 수 없었던 것이 햇수가 너무 많아 알 수가 없도다.
粤丙午春 族人永配甫 誓以立石 晝宵憂會
(월병오춘에 족인영배보가 서이입석에 주소우회하고)
저 병오년(1846년) 봄에 족인 영배씨가 비를 세우는 일에 맹세하고 반드시 이루겠다고 밤낮으로 근심하며
東西出債 奔汨道路 看察石役 至於竣事
(동서출채하며 분골도로에 간찰석역하여 지어준사니라)
여기저기에서 빚을 내어 도로에서 헤어날 수 없는 분주함으로 보고 살피어 돌을 다루어 비석을 완성하였다.
至庚申 其子麟學 繼其先志 期於改屋
(지경신에 기자인학이 계기선지하여 기어개옥할새)
또 경신년(1860)에 차자 인학이 선친의 뜻을 계승하여 어떤 일이 있더라도 반드시 집을 고치고자 기약하고
某樣拮据 貿材求瓦 幹其土木之役 達成厥功
(모양길거에 무재구와하여 간기토목지역하여 달성궐공이라)
어떤 방식이든 몹시 바쁘게 애를 써 재료를 사며  기와를 구하고 토목공사를 담당함에 공을 다하여 이루었느니라
以空空無財之地 使役役努力之形 人所難堪.
(이공공무재지지와 사역역노력지형은 인소난감이라)
재력이 텅 비어 있는 지경에서 몸과 마음을 아끼지 아니하고 힘써 일함은 사람의 힘으로 감당하기 어려움이라
諸處宗人 隨力收斂 閱歲報償 則雖不獨當
(제처종인이 수력수렴하고 열세보상하니 칙수불독당이나)
여러 곳의 일가 동족인이 제 힘에 맞게 돈을 추렴하여 거두어 해를 넘겨 보상하니 혼자 담당한 것은 아니나
立石建舍 是雖之力 有是父 有是子也
(입석건사는 시수지력인가 유시부요 유시자야니라)
비석을 세우고 집을 중건하는 공은 누구의 힘인가 그 아버지가 있고 그 아들이 있느니라
向所謂出類秉彝之人 非耶 吾宗中後孫 至於爲先之地
(향소위출류병이지인이 비야아 오종중후손이 지어위선지지다)
바라보건데 부자는 인간 본연의 도리를 굳게 지킨 뛰어난 사람이 아니겠는가 나의 종중 후손이 조상을 위함이 경지에 이르렀다.
庶幾觀感 而興起之萬一云.
(서기관감하고 이흥기지만일운하노라)
바라건데 눈으로 보고 마음으로 느끼어 탁월한(만명중 1명) 후손으로 떨치고 일어나길 바라노라
崇禎紀元後四癸亥十月上澣    判決公十三代孫 載儉識
숭정기원후사계해시월상한      판결공13대손 재검지
1863년 10월 상한            판결공13대손 재검지음

참고문헌)
판결사공파종가소개 및 영모재기 편액 해설(충남향토연구. 2020.윤경수)

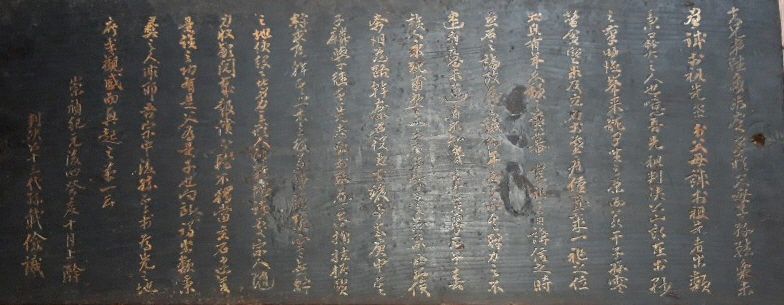
영모재 편액

칠갑문화(2020). 칠원윤씨 돈본 종보 11호(2020)